# کودور-انلیل
کودور-انلیل، «پسر انلیل»، بیست و ششمین پادشاه سومین سلسله بابل یا سلسله کاسیان بود. آنطور که در لوح‌های اقتصادی معاصر گواهی شده‌است، فرمانروایی وی تا سال نهم به طول انجامید. رابطه او با سَلَف و جانشین وی نامشخص است و در کتیبه‌های معاصر دیده نمی‌شود.